# Огата, Цуёси
Цуёси Огата (яп. 尾方 剛 Огата Цуёси, род. 11 мая 1973 года, Кумано) — японский легкоатлет, который специализируется в марафоне. Бронзовый призёр чемпионата мира 2005 года с результатом 2:11.16. На чемпионате мира по полумарафону 1999 года занял 30-е место — 1:03.50.

## Достижения
Марафоны
- 1999: 24-е место на Фукуокском марафоне — 2:15.22
- 2000: 16-е место на Роттердамском марафоне — 2:11.43
- 2001: 4-е место на Берлинском марафоне — 2:10.06
- 2002: 34-е место на Лондонском марафоне — 2:25.03
- 2002: 2-е место на Фукуокском марафоне — 2:09.15
- 2003: 12-е место на чемпионате мира в Париже — 2:10.39
- 2003: 6-е место на Фукуокском марафоне — 2:08.37
- 2004: Победитель Фукуокского марафона — 2:09.10
- 2006: 26-е место на Лондонском марафоне — 2:19.17
- 2006: 6-е место на Фукуокском марафоне — 2:10.48
- 2007: 5-е место на чемпионате мира в Осаке — 2:15.59
- 2008: 13-е место на Олимпиаде в Пекине — 2:13.26